# Bernard Köllé
Pour les articles homonymes, voir Köllé (homonymie).
 (mars 2025).
Bernard Köllé, né le 21 août 1966 en Croatie, et vivant désormais en Slovénie, est un dessinateur de bande dessinée croate.

## Œuvre
- Diamants, dessins de Bernard Köllé, Glénat, collection Investigations
  1. Charles Van Berg, scénario de Jean-Claude et Agnès Bartoll, 2007  (ISBN 978-2-7234-5728-6)
  2. Les Larmes du goulag, scénario de Jean-Claude et Agnès Bartoll, 2008  (ISBN 978-2-7234-6004-0)
  3. L'Étoile du Katanga, scénario de Jean-Claude et Agnès Bartoll, 2010  (ISBN 978-2-7234-6870-1)
  4. La Révolte de Ramat Gan, scénario de Jean-Claude Bartoll, 2012  (ISBN 978-2-7234-8003-1)

- Dossier Tueur en série, Soleil Productions, collection Serial killer
  1.  Le Vampire de Sacramento, scénario de Thomas Mosdi, dessins de Serge Fino, Alessandro Vitti et Bernard Köllé, 2007  (ISBN 978-2-84946-898-2)

- Antartica

- Les aventuriers du Transvaal

- Complot